# FC Bayern München in het seizoen 1986/87
Dit artikel beschrijft de prestaties van de Duitse voetbalclub FC Bayern München in het seizoen 1986/87, waarin de club voor de derde keer op rij kampioen werd en de finale van de Europacup I bereikte.

## Spelerskern
| Naam               | Nationaliteit                  | Geboortedatum | Vorige club              |
| ------------------ | ------------------------------ | ------------- | ------------------------ |
| Keepers            |                                |               |                          |
| Jean-Marie Pfaff   | België                         | 04-12-1953    | KSK Beveren              |
| Raimond Aumann     | Bondsrepubliek Duitsland       | 12-10-1963    | /                        |
| Bobby Dekeyser     | België                         | 07-10-1964    | Union Saint-Gilloise     |
| Verdedigers        |                                |               |                          |
| Klaus Augenthaler  | Bondsrepubliek Duitsland       | 26-09-1957    | /                        |
| Uli Bayerschmidt   | Bondsrepubliek Duitsland       | 03-03-1967    | /                        |
| Andreas Brehme     | Bondsrepubliek Duitsland       | 09-11-1960    | 1. FC Kaiserslautern     |
| Norbert Eder       | Bondsrepubliek Duitsland       | 07-11-1955    | 1. FC Nürnberg           |
| Hans Pflügler      | Bondsrepubliek Duitsland       | 27-03-1960    | /                        |
| Holger Willmer     | Bondsrepubliek Duitsland       | 25-09-1958    | 1. FC Köln               |
| Helmut Winklhofer  | Bondsrepubliek Duitsland       | 27-08-1961    | Bayer Leverkusen         |
| Middenvelders      |                                |               |                          |
| Hans Dorfner       | Bondsrepubliek Duitsland       | 03-07-1965    | 1. FC Nürnberg           |
| Hans-Dieter Flick  | Bondsrepubliek Duitsland       | 24-02-1965    | SV Sandhausen            |
| Lothar Matthäus    | Bondsrepubliek Duitsland       | 21-03-1961    | Borussia Mönchengladbach |
| Norbert Nachtweih  | Duitse Democratische Republiek | 04-06-1957    | Eintracht Frankfurt      |
| Aanvallers         |                                |               |                          |
| Dieter Hoeneß      | Bondsrepubliek Duitsland       | 07-01-1953    | VfB Stuttgart            |
| Ludwig Kögl        | Bondsrepubliek Duitsland       | 07-03-1966    | TSV 1860 München         |
| Lars Lunde         | Denemarken                     | 21-03-1964    | BSC Young Boys           |
| Reinhold Mathy     | Bondsrepubliek Duitsland       | 12-04-1962    | /                        |
| Michael Rummenigge | Bondsrepubliek Duitsland       | 03-02-1964    | /                        |
| Roland Wohlfarth   | Bondsrepubliek Duitsland       | 11-01-1963    | MSV Duisburg             |

- = Aanvoerder

### Technische staf
| Functie         | Naam                          | Nationaliteit            |
| --------------- | ----------------------------- | ------------------------ |
| Coach           | Udo Lattek                    | Bondsrepubliek Duitsland |
| Assistent-coach | Werner Olk                    | Bondsrepubliek Duitsland |
| Teamarts        | Hans-Wilhelm Müller-Wohlfahrt | Bondsrepubliek Duitsland |

## Resultaten
| Bundesliga | DFB-Pokal  | Europacup I         |
| ---------- | ---------- | ------------------- |
|            |            |                     |
| Kampioen   | 1/8 finale | Verliezend finalist |

## Uitrustingen
Hoofdsponsor: Commodore

Sportmerk: adidas
| Thuis | Uit | Alternatief | Alternatief | Doelman |

## Transfers

### Zomer
| Naam                | Nationaliteit            | Van/naar             | Type           |
| ------------------- | ------------------------ | -------------------- | -------------- |
| Inkomend            |                          |                      |                |
| Andreas Brehme      | Bondsrepubliek Duitsland | 1. FC Kaiserslautern | Gekocht        |
| Bobby Dekeyser      | België                   | Union Saint-Gilloise | Gekocht        |
| Hans Dorfner        | Bondsrepubliek Duitsland | 1. FC Nürnberg       | Gekocht        |
| Uitgaand            |                          |                      |                |
| Wolfgang Dremmler   | Bondsrepubliek Duitsland |                      | Einde carrière |
| Wolfgang Grobe      | Bondsrepubliek Duitsland |                      | Einde carrière |
| Frank Hartmann      | Bondsrepubliek Duitsland | Hannover 96          | Verkocht       |
| Bertram Beierlorzer | Bondsrepubliek Duitsland | VfB Stuttgart        | Verkocht       |
| Søren Lerby         | Denemarken               | AS Monaco            | Verkocht       |
| Manfred Schwabl     | Bondsrepubliek Duitsland | 1. FC Nürnberg       | Verkocht       |
| Uğur Tütüneker      | Turkije                  | Galatasaray          | Verkocht       |
| Achim Förster       | Bondsrepubliek Duitsland |                      | Verkocht       |

### Oktober 1986
| Naam       | Nationaliteit | Van/naar       | Type    |
| ---------- | ------------- | -------------- | ------- |
| Inkomend   |               |                |         |
| Lars Lunde | Denemarken    | BSC Young Boys | Gekocht |

## Bundesliga

### Eindstand
|    | Club                     | Wed | Gew | Gel | Ver | Pnt | V-T   |
| -- | ------------------------ | --- | --- | --- | --- | --- | ----- |
| 1  | FC Bayern München        | 34  | 21  | 7   | 6   | 49  | 82-31 |
| 2  | SV Werder Bremen         | 34  | 20  | 9   | 5   | 49  | 83-41 |
| 3  | Bayer 05 Uerdingen       | 34  | 19  | 7   | 8   | 45  | 63-60 |
| 4  | Borussia Mönchengladbach | 34  | 15  | 12  | 7   | 42  | 65-51 |
| 5  | VfB Stuttgart            | 34  | 17  | 7   | 10  | 41  | 69-45 |
| 6  | Bayer 04 Leverkusen      | 34  | 15  | 10  | 9   | 40  | 63-51 |
| 7  | Hamburger SV             | 34  | 17  | 5   | 12  | 39  | 52-35 |
| 8  | SV Waldhof Mannheim      | 34  | 11  | 11  | 12  | 33  | 41-44 |
| 9  | VfL Bochum               | 34  | 14  | 4   | 16  | 32  | 55-57 |
| 10 | FC Schalke 04            | 34  | 11  | 8   | 15  | 30  | 53-58 |
| 11 | 1. FC Kaiserslautern     | 34  | 10  | 10  | 14  | 30  | 49-54 |
| 12 | 1. FC Nürnberg           | 34  | 12  | 5   | 17  | 29  | 51-54 |
| 13 | 1. FC Köln               | 34  | 9   | 11  | 14  | 29  | 46-59 |
| 14 | Fortuna Düsseldorf       | 34  | 11  | 7   | 16  | 29  | 54-78 |
| 15 | Eintracht Frankfurt      | 34  | 7   | 14  | 13  | 28  | 35-49 |
| 16 | Borussia Dortmund        | 34  | 10  | 8   | 16  | 28  | 49-65 |
| 17 | 1. FC Saarbrücken        | 34  | 6   | 9   | 19  | 21  | 39-68 |
| 18 | Hannover 96              | 34  | 5   | 8   | 21  | 18  | 43-92 |

Kampioen Bayern München plaatste zich voor de Europacup I 1986/87
Bekerfinalist VfB Stuttgart plaatste zich voor de Europacup II 1986/87
De nummers 2, 3, 4 en 6 van de competitie, SV Werder Bremen, Bayer 05 Uerdingen, Borussia Mönchengladbach en Bayer 04 Leverkusen namen deel in de UEFA Cup 1986/87
1. FC Saarbrücken en Hannover 96 degradeerden rechtstreeks naar de 2. Bundesliga
De kampioen FC Homburg en de nummer twee Blau-Weiß 90 Berlin promoveerden rechtstreeks uit de 2. Bundesliga
Borussia Dortmund wist zich na beslissingswedstrijden, 0-2, 3-1 en 8-0, tegen de nummer drie van de 2. Bundesliga, SC Fortuna Köln, te handhaven in de Bundesliga

## Afbeeldingen

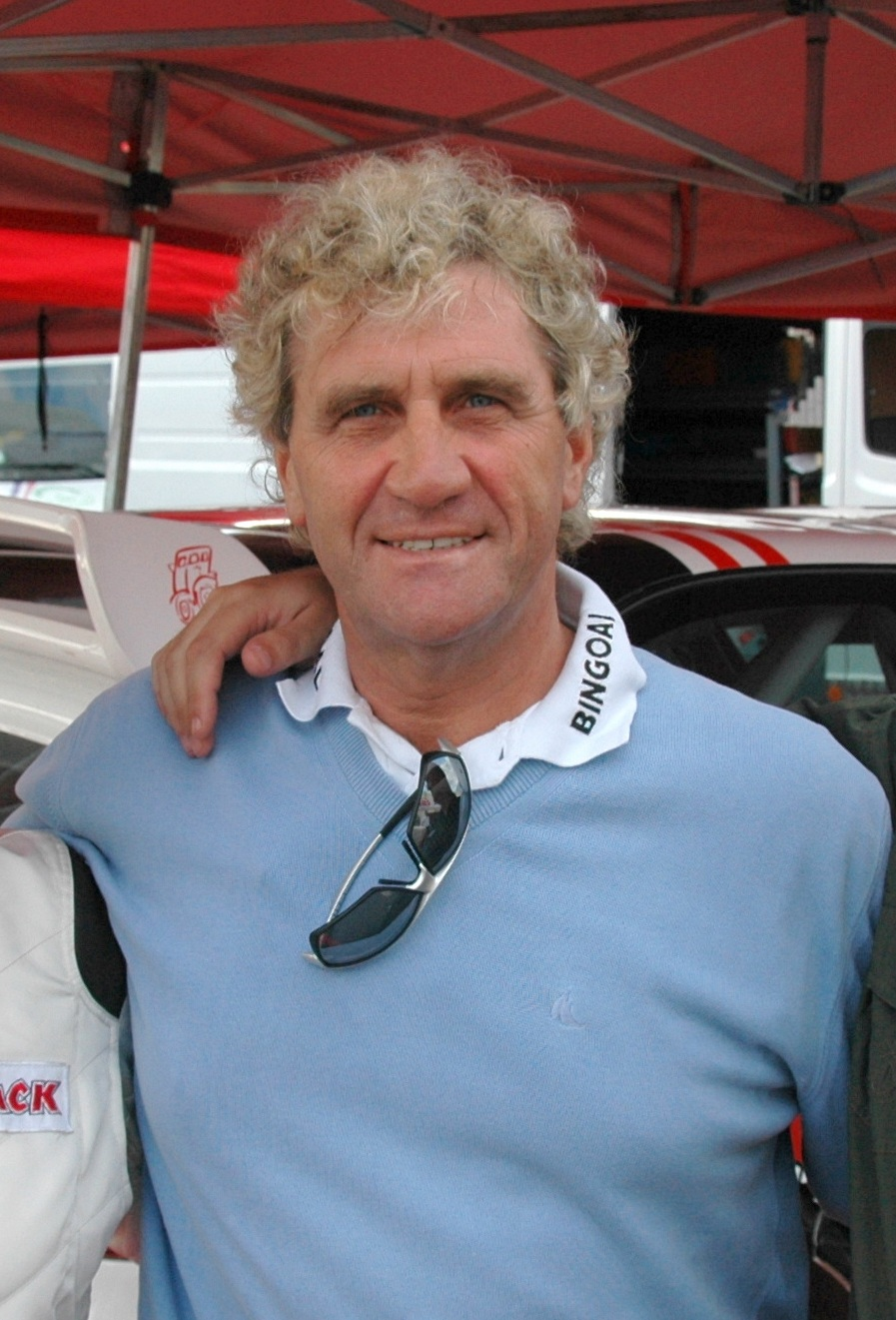
Jean-Marie Pfaff (doelman)
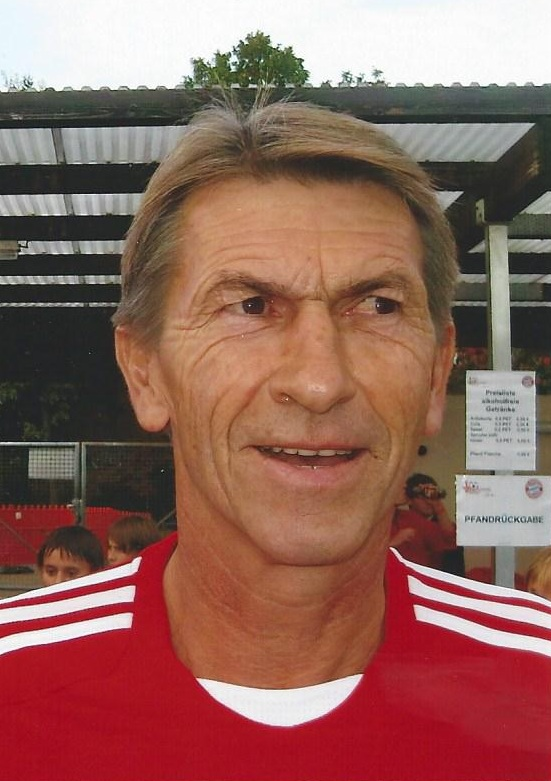
Klaus Augenthaler (verdediger)
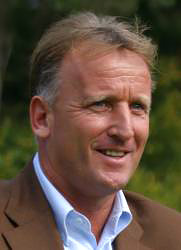
Andreas Brehme (verdediger)
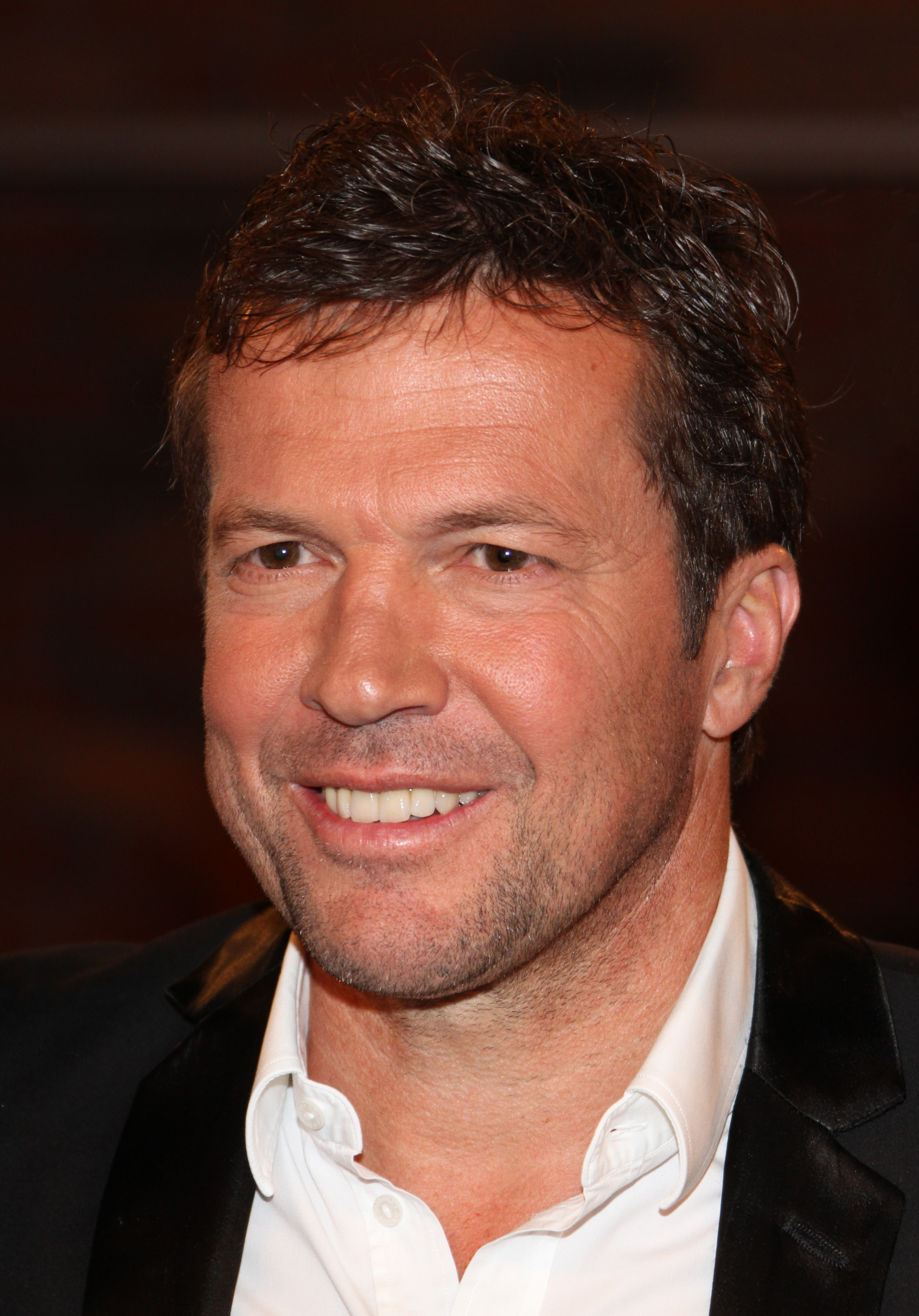
Lothar Matthäus (middenvelder)
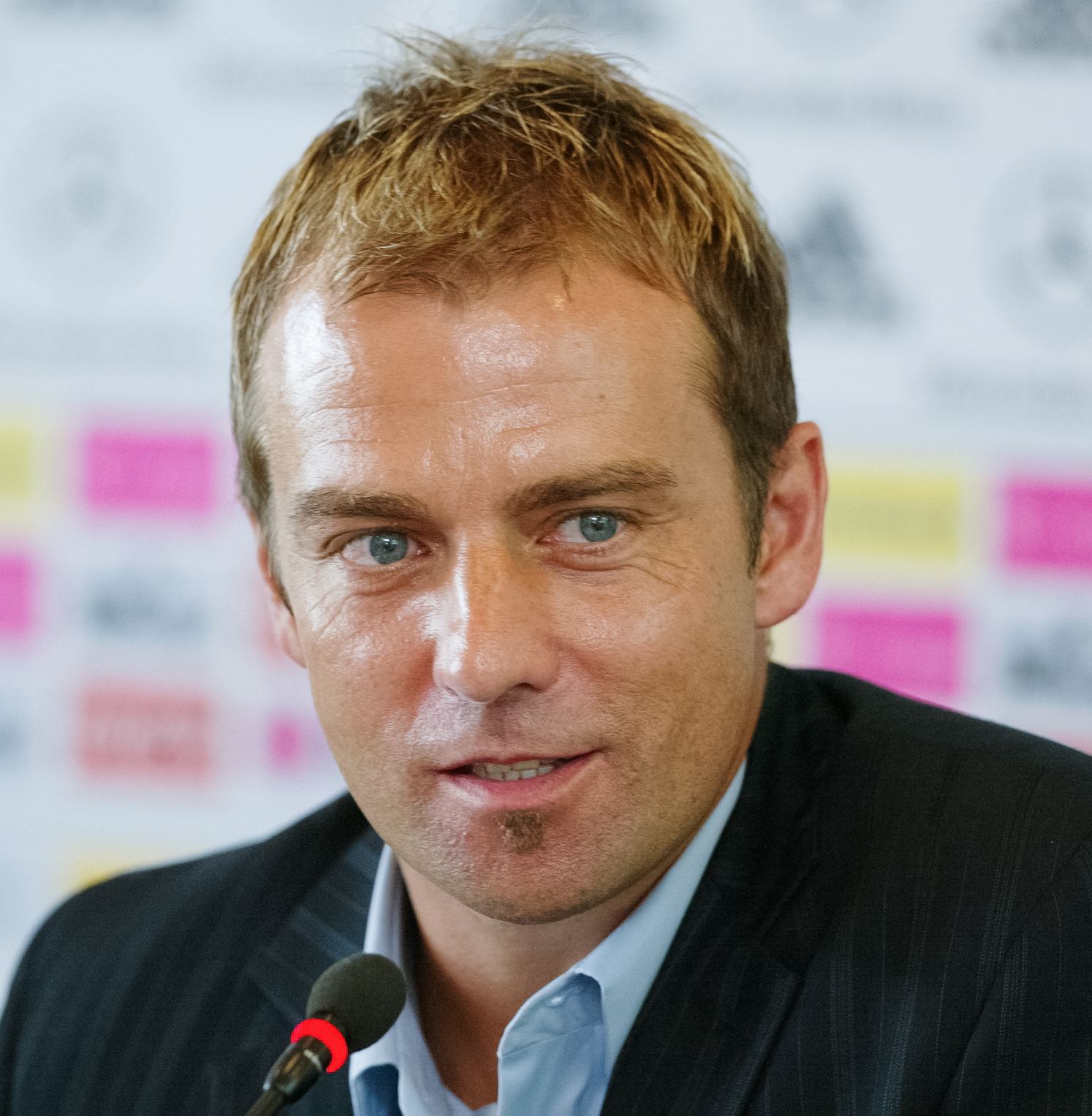
Hans-Dieter Flick (middenvelder)
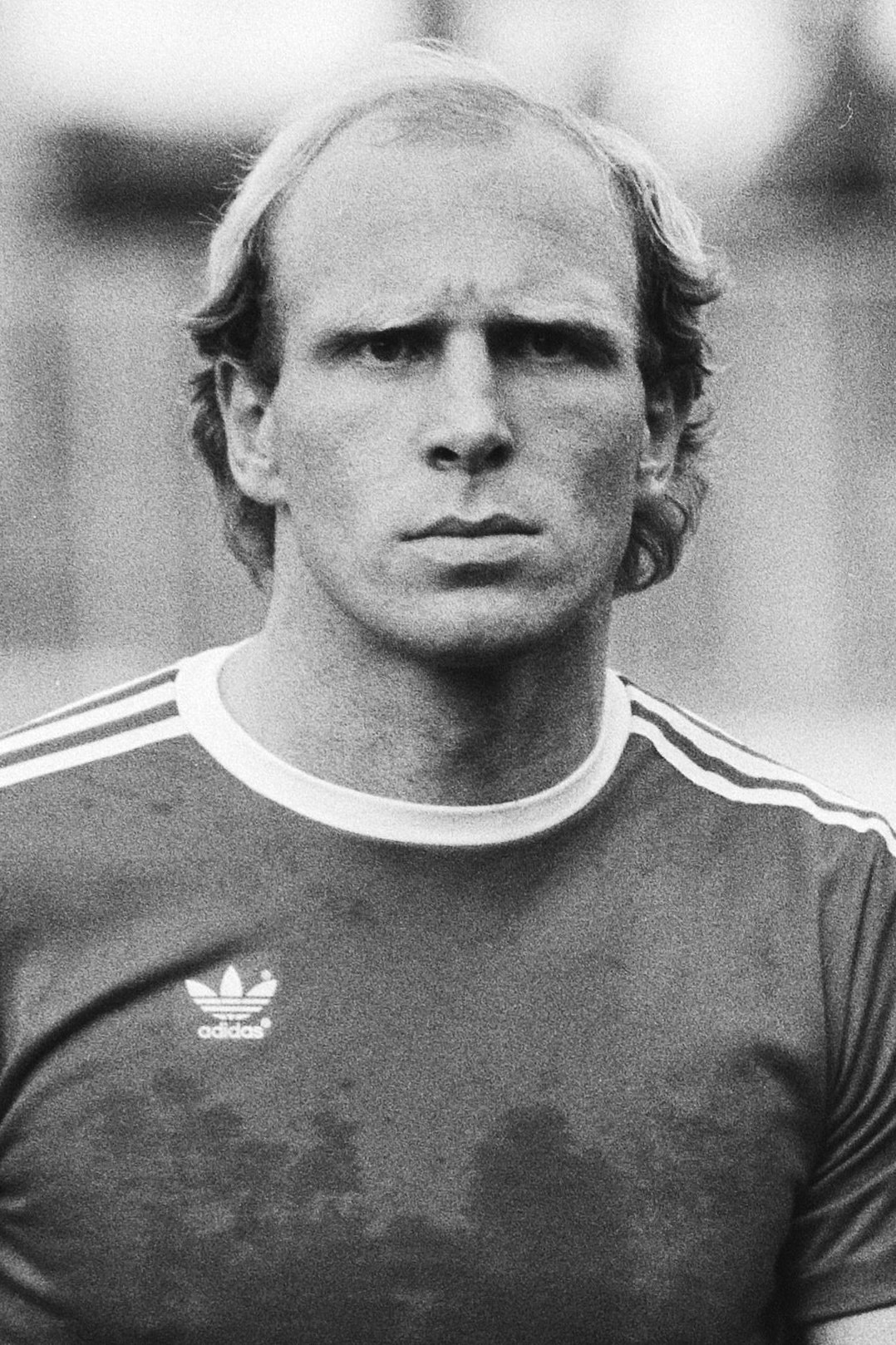
Dieter Hoeneß (aanvaller)
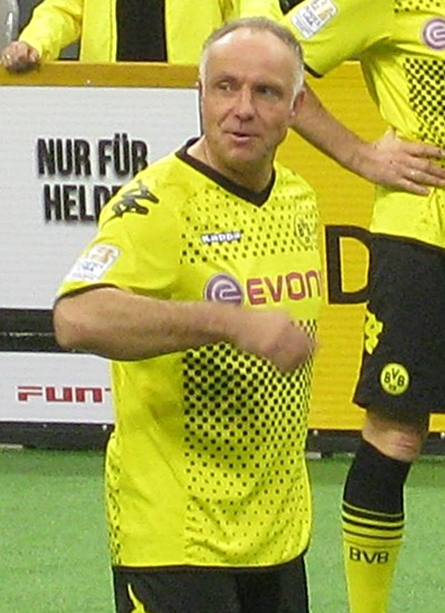
Michael Rummenigge (aanvaller)